# Vita villorna

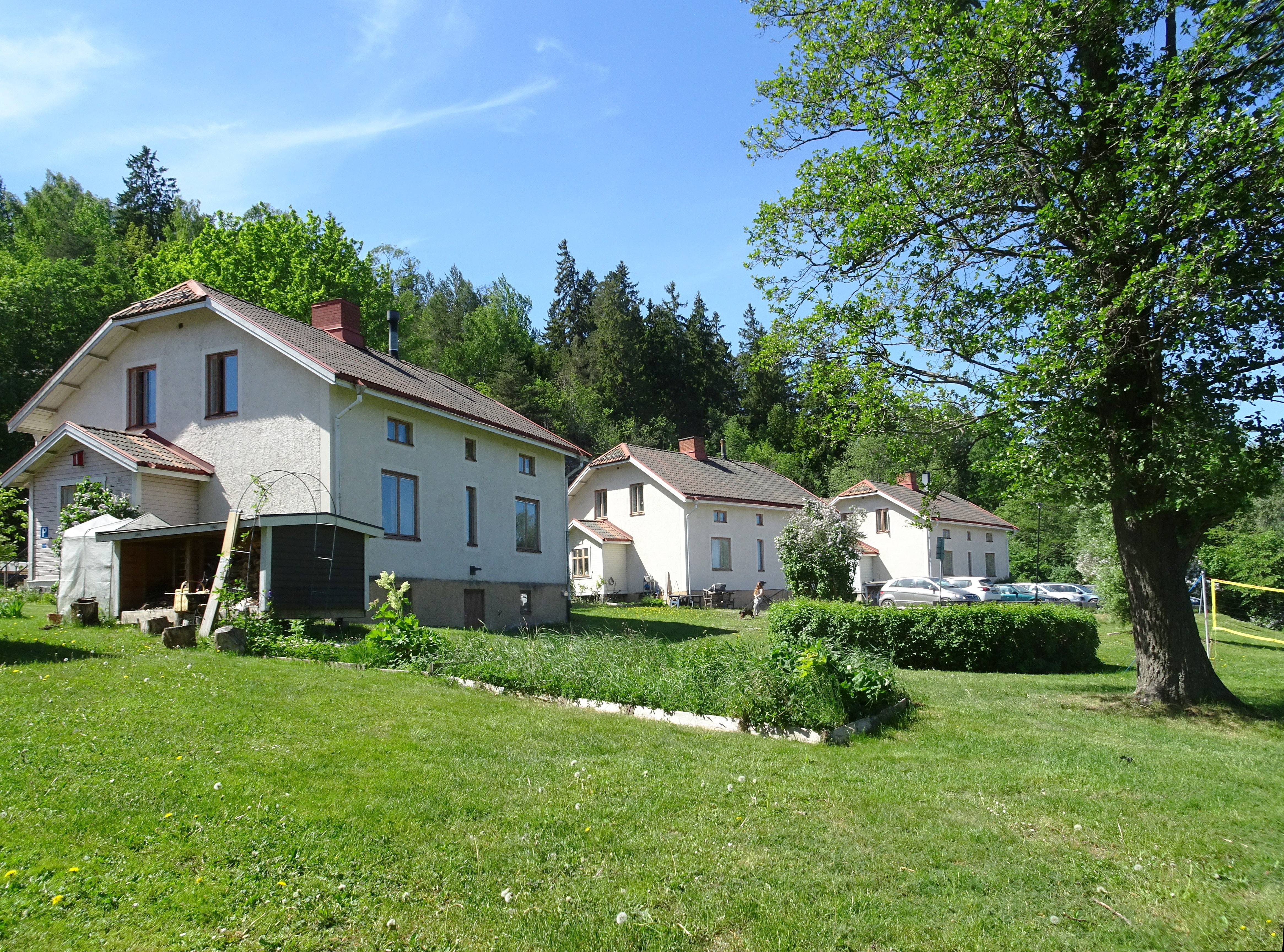
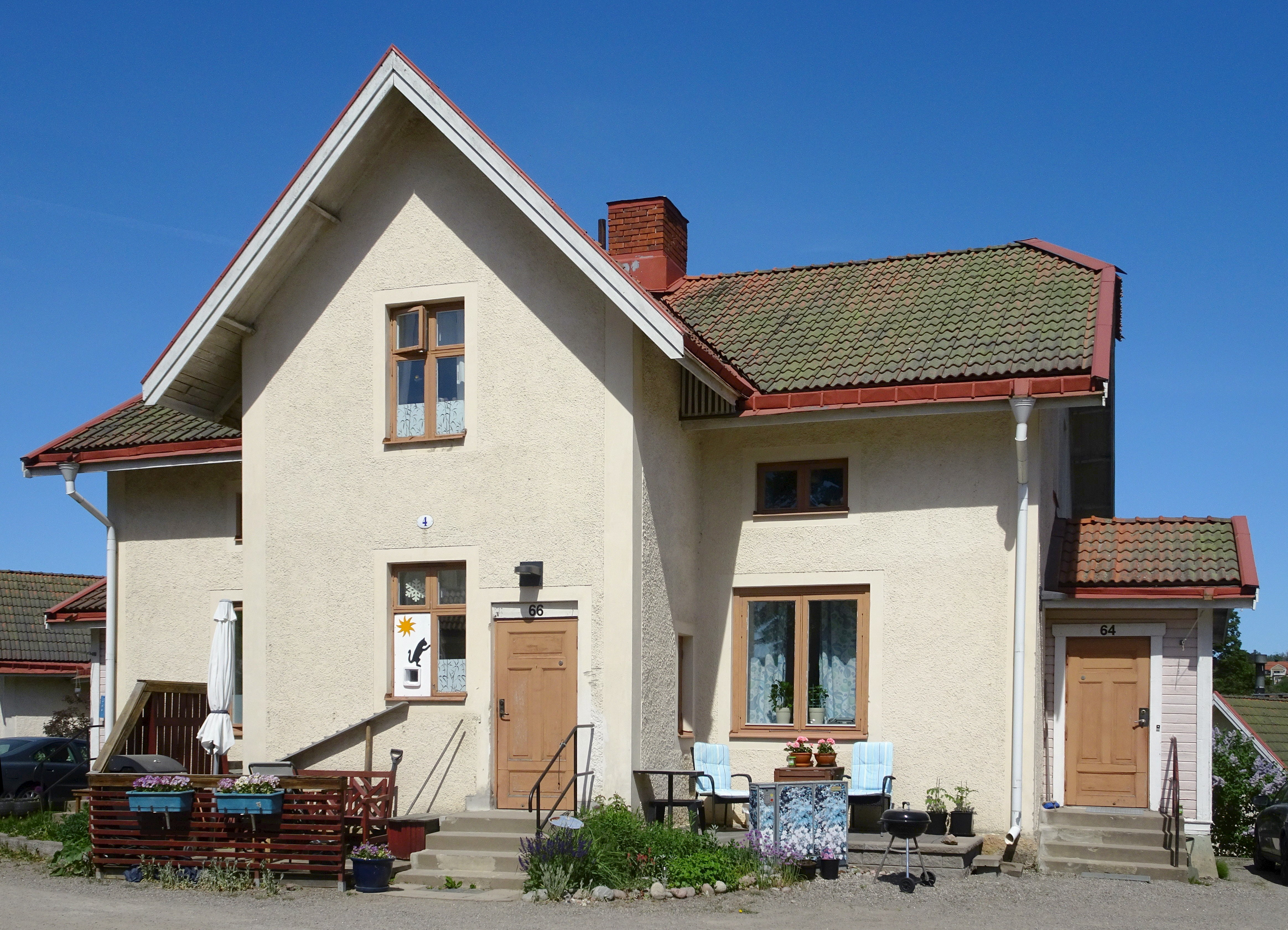
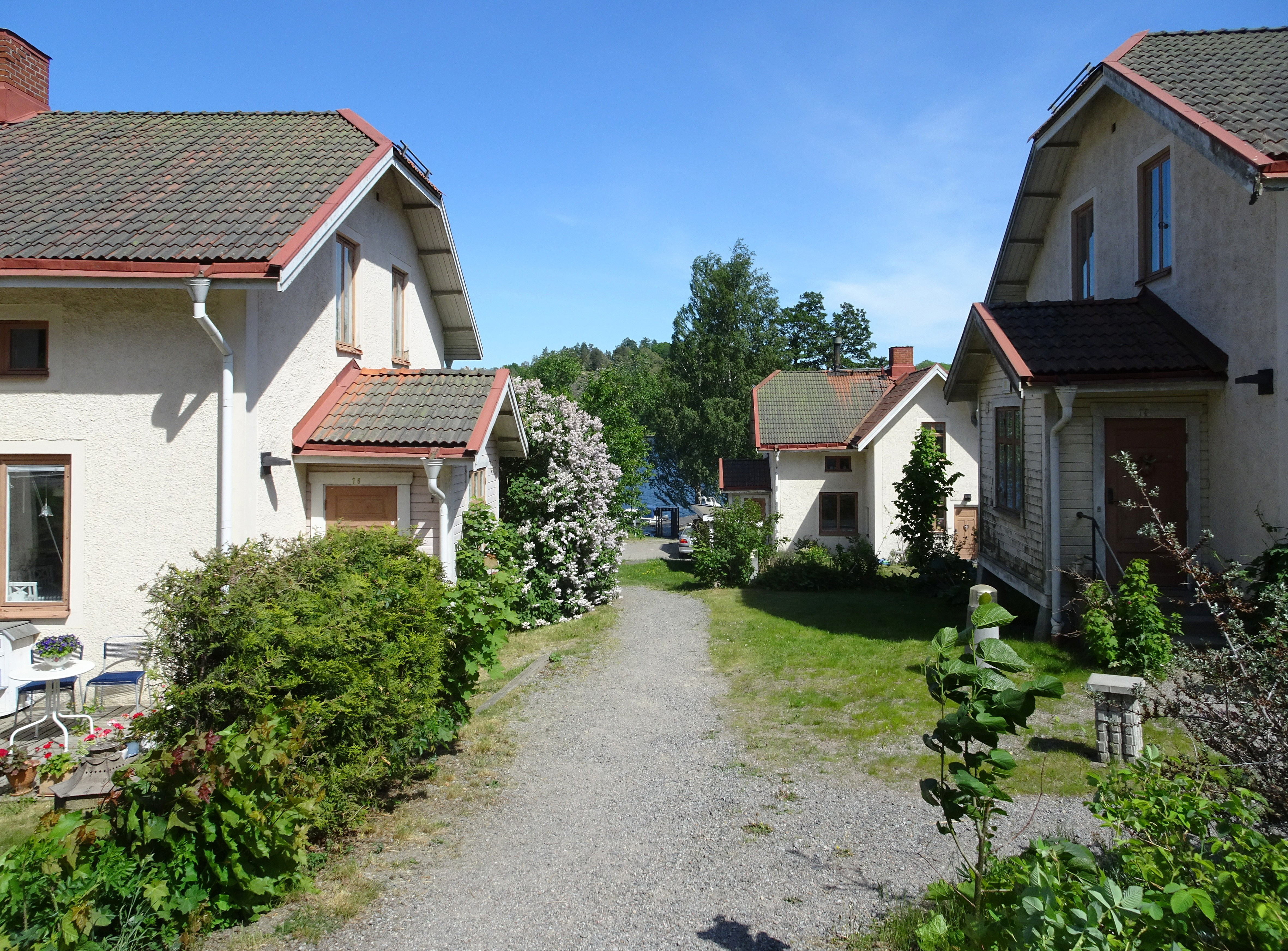
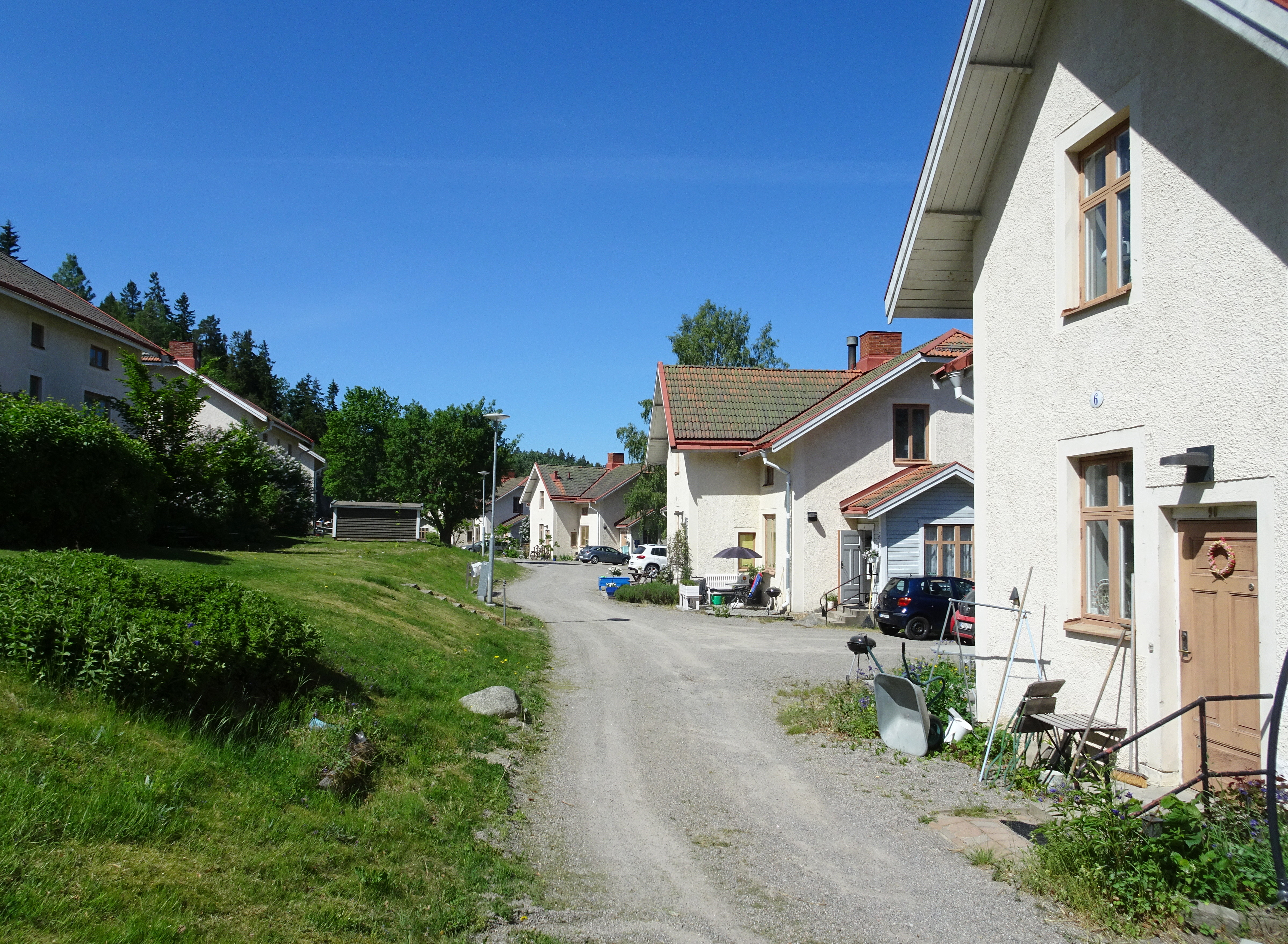

Vita villorna är en småort i Botkyrka kommun som består av tidigare arbetarbostäder för AB Separator, belägen vid Hamringevägen på västra stranden av Tullingesjön. 

## Historik

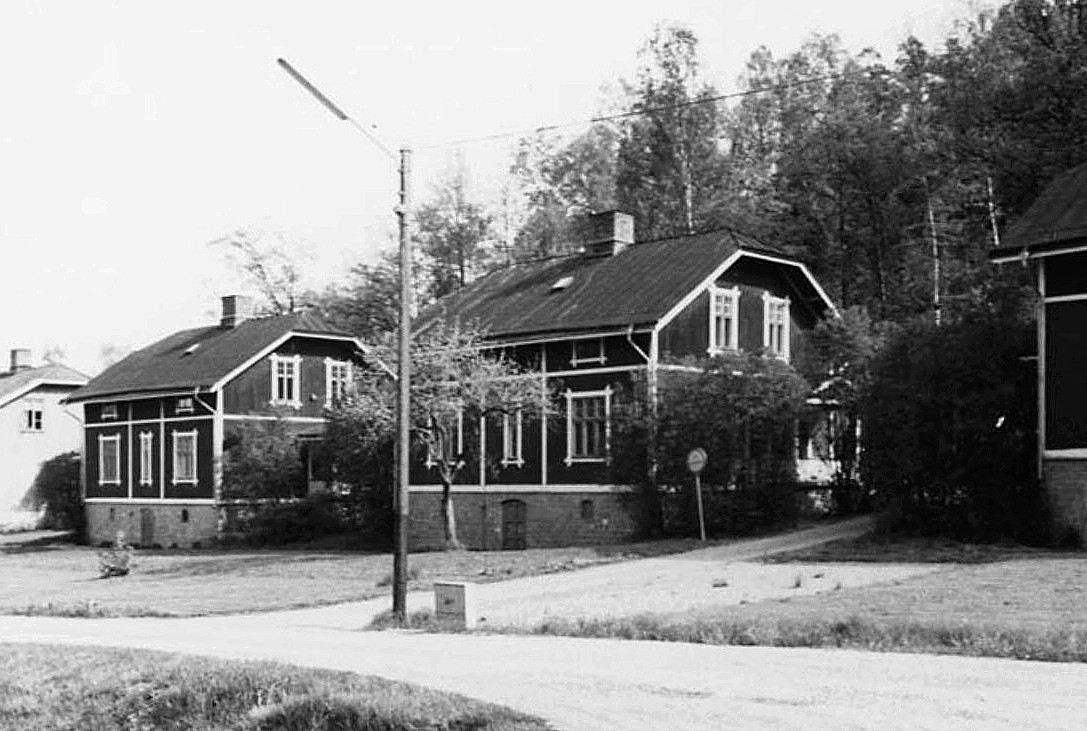
Röda villorna 1960-tal.

År 1894 förvärvade AB Separator Hamra gård vid Tullingesjön som försöksgård och som plats för kommande fabriksverksamhet. Ett gjuteri uppfördes mellan 1899 och 1900. Intill gjuteriet byggdes även förmansbostad, kontor och ett tiotal arbetarbostäder samt en Konsumbutik. Området kallades officiellt Röda villorna, och i folkmun ”Seppan” eftersom fasaderna var målade i faluröd färg och husen hörde till AB Separator.
Lite längre norrut byggdes mellan 1906 och 1910 ytterligare 16 arbetarbostäder, de kallades Vita villorna eftersom de var byggda med kalksandsten som är vit. Husen putsades senare och avfärjades i ljus kulör. Varje villa rymde lägenheter för fyra familjer. På 1920-talet utökades Vita villorna med två större bostadshus som innehöll åtta lägenheter vardera. De fick namnet Svarta villorna, förmodligen var de svartmålade från början (idag är de rödfärgade). På 1950-talet utökades bebyggelsen med några radhuslängor som placerades söder om Svarta villorna.
I början av 1970-talet avvecklades verksamheten vid gjuteriet och Separator (som nu heter Alfa Laval) började riva de gamla arbetarbostäderna i området Röda villorna. De sista försvann i början av 1980-talet. Även de Vita villorna skulle rivas men efter protester köptes bebyggelsen av kommunägda Botkyrkabyggen och bevarades samt rustades upp. 

## Övrigt
- AB Separators disponentvilla "Hamringe" är bevarad. Villan i nationalromantisk stil står med högt läge på en udde i Tullingesjön strax söder om Vita villorna. Byggnaden fungerade som kuliss i filmen Seppan från 1986.
- Söder om Villa Hamringe utbreder sig Hamringe dagvattenpark som renar dagvattnet från stora delar av Tumba innan det rinner ut i Tullingesjön.

## Bilder

### Övrig bebyggelse

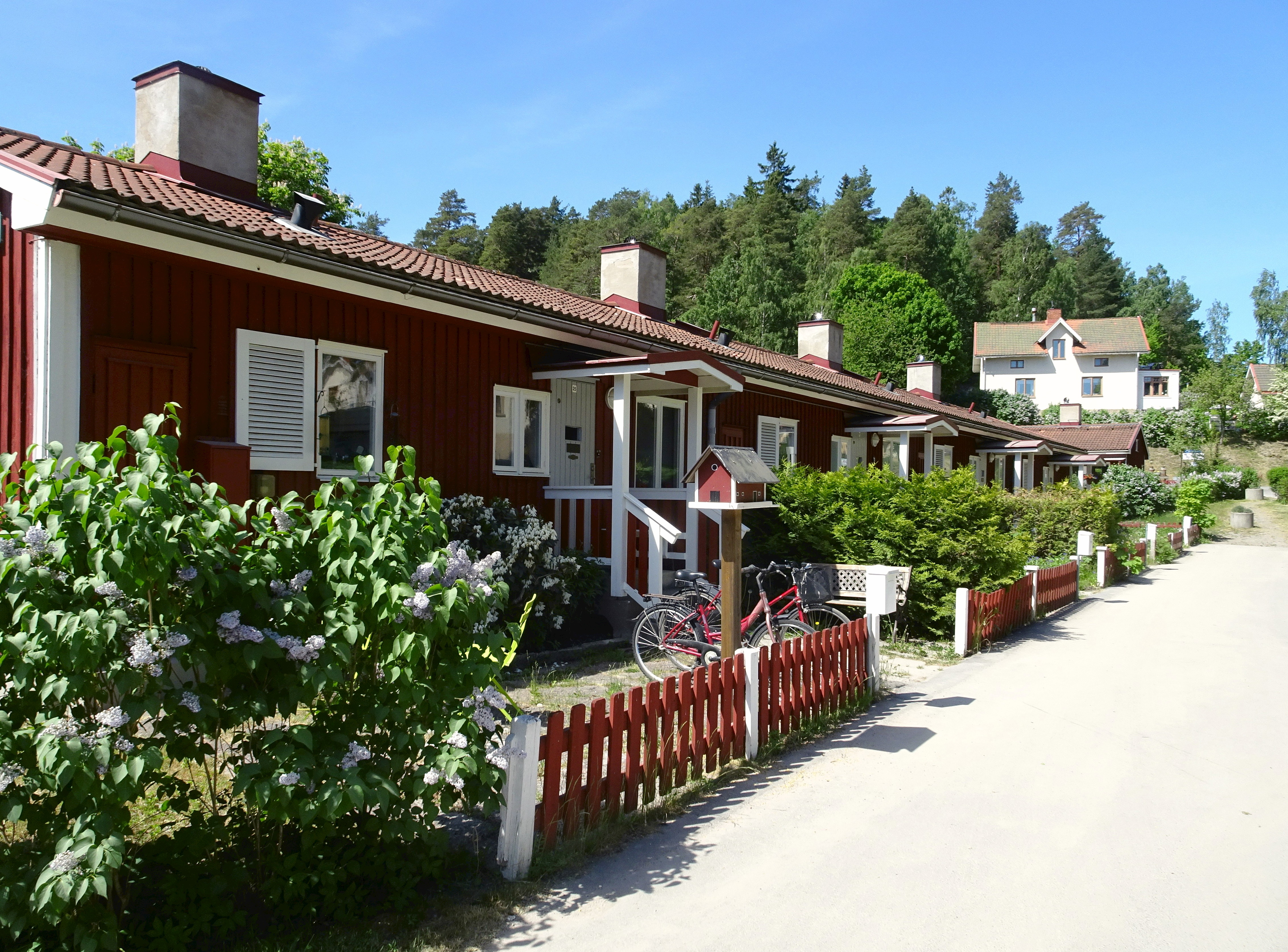
Radhuslängan från 1950-talet
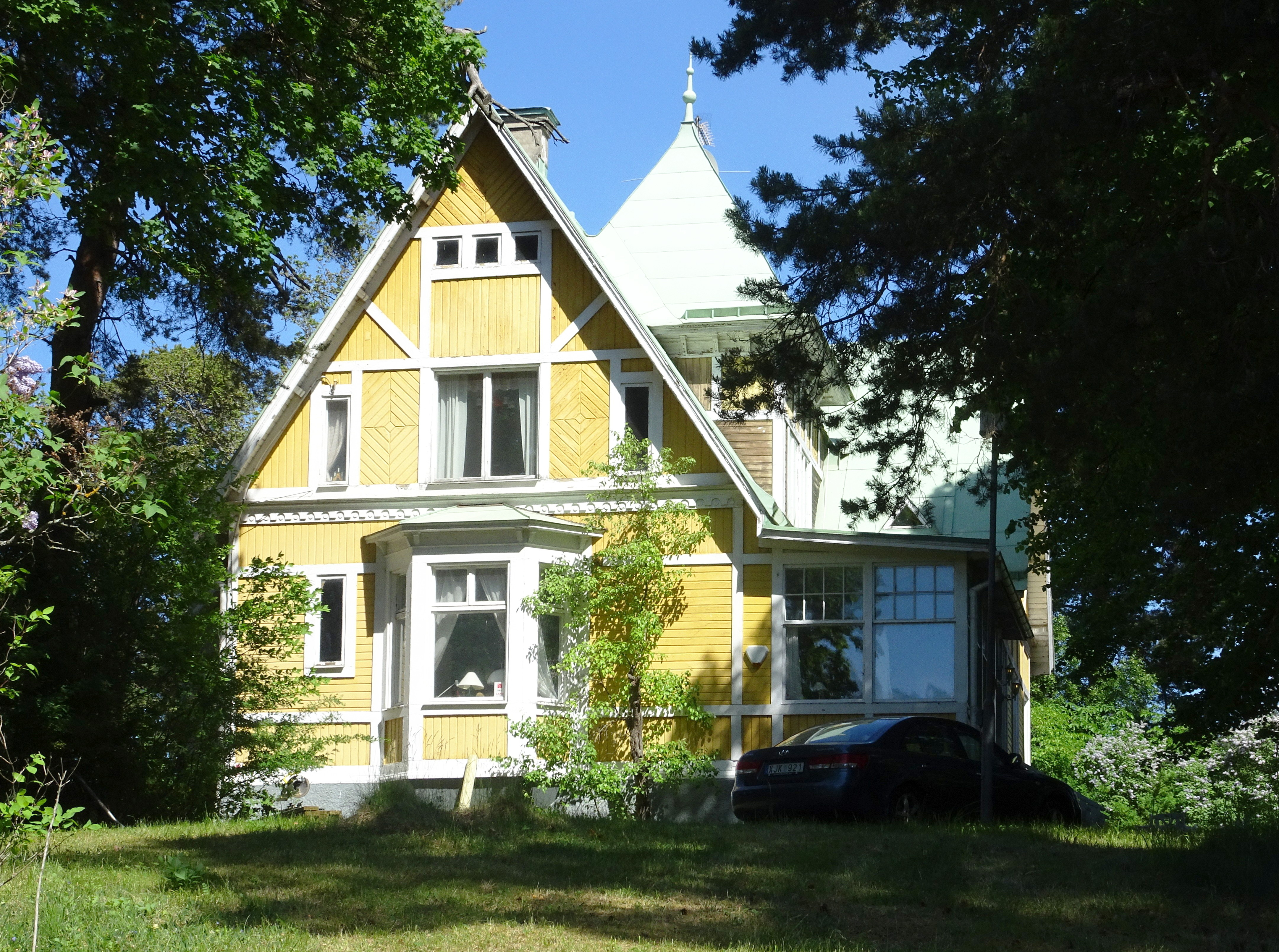
Disponentvillan "Hamringe"
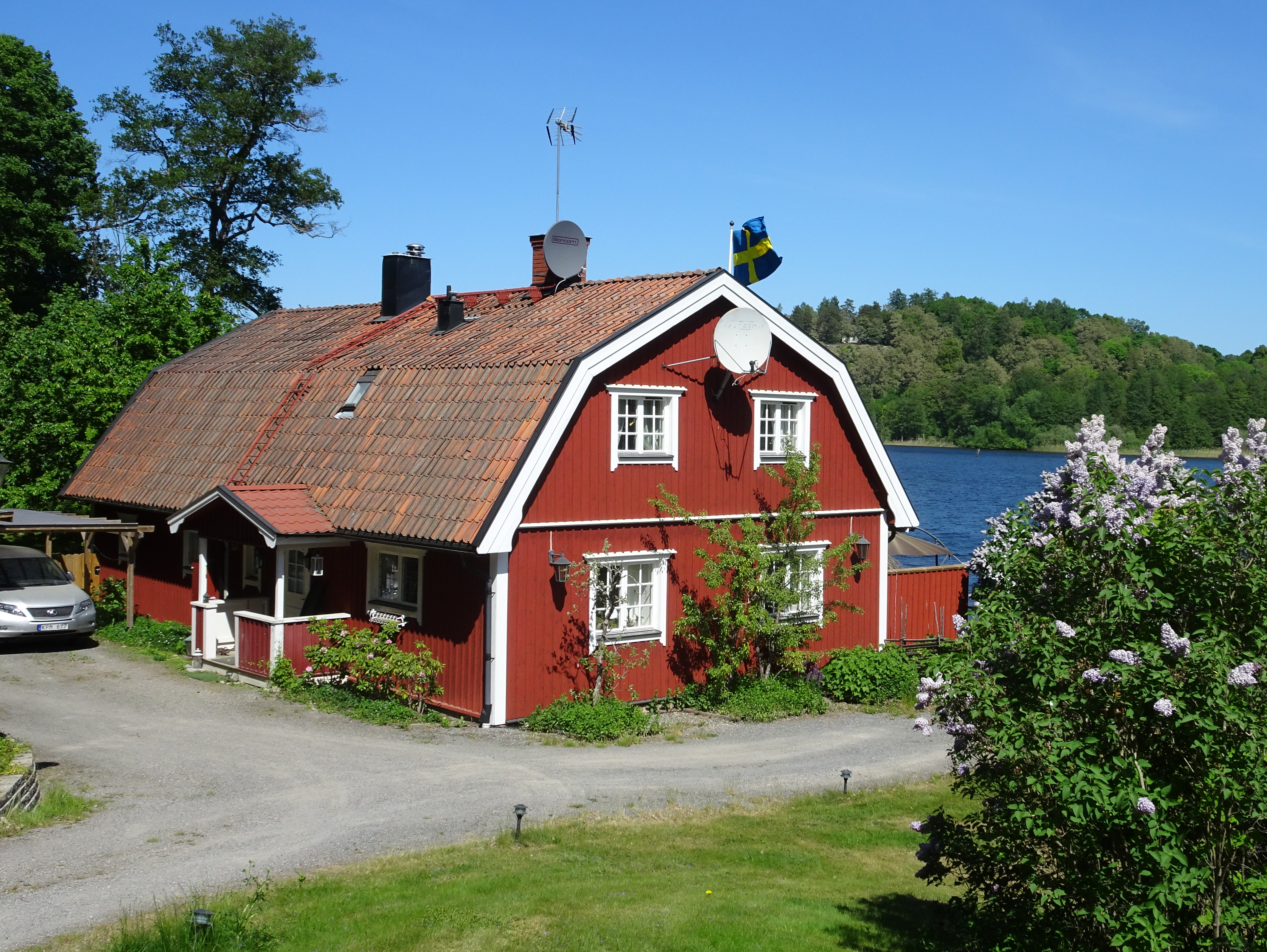
Sjöstugan
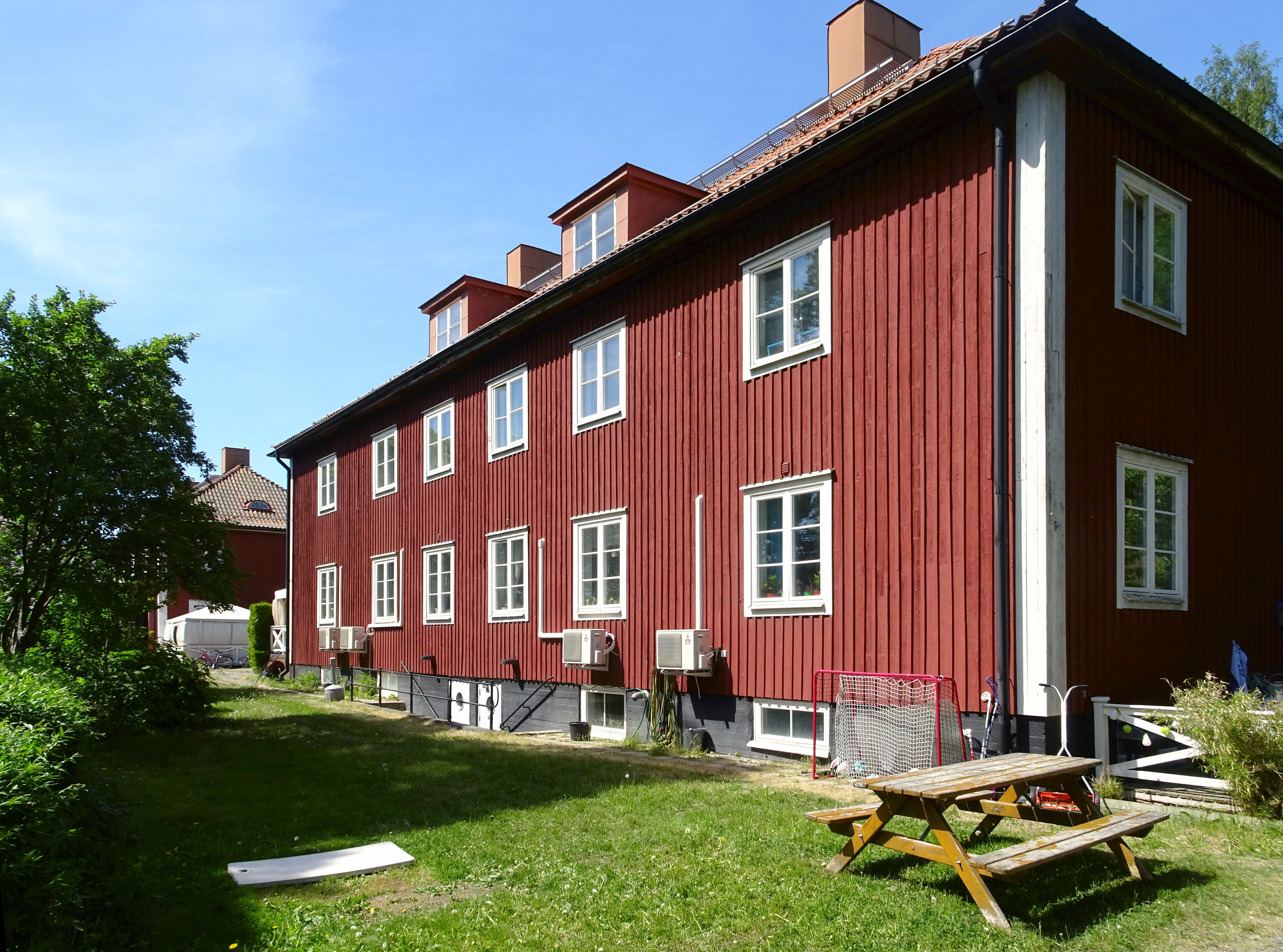
Svarta villorna från 1920-talet